# قرار مجلس الأمن التابع للأمم المتحدة رقم 513
قرار مجلس الأمن التابع للأمم المتحدة رقم 513، المتخذ بالإجماع في 4 تموز / يوليو 1982، بعد التذكير بالقرارات 508 (1982) و509 (1982) و512 (1982) واتفاقيات جنيف، عبر المجلس عن قلقه إزاء تدهور الوضع الإنساني في غرب بيروت وجنوب لبنان.
ودعا القرار إسرائيل ولبنان وجميع الأطراف المعنية الأخرى إلى احترام حقوق السكان المدنيين واستعادة الإمدادات الحيوية من المياه والكهرباء والغذاء والإمدادات الطبية. وأثنى المجلس أيضا على عمل الأمين العام ووكالات المعونة الدولية للتخفيف من معاناة السكان المدنيين.